# گتو کیلتسه
گتو کیلتسه (به لهستانی: getto w Kielcach، به آلمانی: Ghetto von Kielce) گتویی یهودی در لهستان در جریان جنگ جهانی دوم بود که در سال ۱۹۴۱ توسط اس‌اس در شهر کیلتسه در جنوب غربی جمهوری دوم لهستان، که از ۴ سپتامبر ۱۹۳۹ توسط نیروهای آلمانی اشغال شده بود، ایجاد شد. پیش از حمله نازی‌ها به لهستان در ۱۹۳۹، کیلتسه استان کیلتس بود. آلمانی‌ها این شهر را در ناحیه رادوم در قلمرو نیمه‌استعماری دولت عمومی گنجانیدند. گتو در اوت ۱۹۴۲ برچیده شود، و بیش از ۲۱۰۰۰ قربانی (مردان، زنان و کودکان) به مرگ خود در اردوگاه مرگ تربلینکا تبعید شدند، و چندین هزار تن دیگر نیز با شلیک گلوله کشته شدند.
جمعیتی قابل توجه از یهودیان در کیلتسه وجود داشت. جماعت یهودی دو کنیسه، یک بیت میدراش، یک میقوه، گورستان، یتیم‌خانه، خانه بازنشستگان، سه مدرسه ابتدایی، دو دبیرستان، یک کالج تلمودی و یک کتابخانه بزرگ با ۱۰٬۰۰۰ جلد کتاب را اداره می‌کرد. همچنین تعداد زیادی سازمان و انجمن از جمله دو باشگاه ورزشی وجود داشتند. با این وجود، بحران اقتصادی سال ۱۹۳۰ بسیاری از یهودیان جوان را وادار به مهاجرت پیش از شروع جنگ، بیشتر به آمریکا کرد.